# Joseph Wenzel z Lichtenštejna
Joseph Wenzel (Josef Václav Maxmilián Maria z a na Lichtenštejnu, německy Joseph Wenzel Maximilian Maria von und zu Liechtenstein, 24. květen 1995 v Londýně) je nejstarší potomek lichtenštejnského korunního prince Aloise a jeho ženy princezny Sophie Bavorské. Má tři mladší sourozence: princeznu Marii-Caroline (* 1996), prince Georga Antonia (* 1999) a prince Nikolause Sebestiana (* 2000).
Joseph Wenzel je pojmenován po svém předkovi, knížeti Josefu Václavu z Lichtenštejna v 18. století. Jméno Maxmilián nese na památku svého děda z matčiny strany prince Maxe, vévody bavorského a jeho strýce z otcovy strany a kmotra, prince Maximiliana z Lichtenštejna. Stejně jako u jiných katolických panovnických rodů v Evropě nese také jméno Maria na památku Panny Marie.

## Dynastické vazby

### Knížecí rod Lichtenštejnů
Již od narození nese titul lichtenštejnský princ, je druhý v pořadí na lichtenštejnský trůn. Až se stane jeho otec princ Alois (následník současného knížete Hanse Adama II.) knížetem, automaticky zdědí titul lichtenštejnský korunní princ (Erbprinz).

### Královský rod Stuartovců
Jakobity je Josef Wenzel považován za třetího v pořadí na královský trůn Anglie, Skotska a Irska. Jeho prastrýc František, vévoda bavorský je současný stuartovský následník, ale nedělá si žádné nároky na britský trůn, na který by měl nárok přes svého předka Karla I.
Vévoda František nemá žádné potomky, a tak po jeho smrti nároky přejdou na jeho bratra prince Maxe, pak na jeho nejstarší dceru vévodkyni Sophie (matku Josepha Wenzela), a pak na Josepha Wenzela.
Narození Josepha Wenzela vyvolala mezi jakobity vzrušení, především kvůli tomu, že se jako první následník Stuartovců od roku 1688 narodil v Británii, ale také kvůli tomu, že se v budoucnu stane hlavou státu, kterou také žádný stuartovský následník nebyl od doby Viktora Emanuela I., krále Sardinie.

### Královský rod Wittelsbachů
Dědeček Josepha Wenzela se stane po smrti svého bratra bavorským vévodou. Tento titul je ale děděn na základě salického zákona a kvůli tomu nemůže přejít na Josephovu matku Sophii a tím pádem ani na něj. Tyto tituly přejdou na jinou větev Wittelsbachů, do které patří třeba Josephův bratranec princ Ludwig Bavorský.